# Integrale Kommunikation
Als Integrale Kommunikation wird ein Kommunikationsmodell bezeichnet, das auf der integralen Theorie von Ken Wilber basiert. Dabei wird gute oder erfolgreiche Kommunikation am AQAL-Modell der integralen Theorie gemessen. Der Ansatz wurde für die Management-Literatur auch auf Unternehmenskommunikation angewendet.

## AQUAL-Modell
AQAL (engl. all quadrants, all levels) ist eine Landkarte des menschlichen Bewusstseins und der menschlichen Entwicklung, die alle Quadranten (Ich, Es, Wir, Sie), Bewusstseinsebenen, -linien, -zustände und -typen umfasst.

## Definition
Terry Patten, Adam Leonard und Marco Morelli schreiben dazu zusammen mit Ken Wilber in ihrem Buch „Integrale Lebenspraxis“:
„Integrale Kommunikation heißt, ihre Sprache so anzupassen oder zu übersetzen, dass sie dem Persönlichkeitstyp (Gefühlssprache, intuitive Sprache), dem Zustand (begeisterte Sprache, melancholische Sprache), den Quadranten, auf den sich Ihr Gegenüber vorrangig konzentriert (Ich-, Wir-, Es-Sprache), den Linien (musikalische Sprache, mathematische Sprache) und Ebenen Ihres Gegenübers entspricht und dabei ganz authentisch sie selbst bleibt.“
Voraussetzung für integrale Kommunikation ist ein (mindestens) integrales Bewusstsein – und damit einhergehend, so Michael Habecker
- die Fähigkeit zum Perspektivwechsel (subjektiv, intersubjektiv, objektiv)
- ein hohes Maß an Selbstreflexion sowie das Kennen bzw. Bewusstmachen der eigenen Schattenanteile
- ein realistisches Einschätzen, auf welcher Bewusstseinsebene sich das Gegenüber befindet, um sich auf den Gesprächspartner angemessen einzustellen
- das Berücksichtigen von Typ und Bewusstseinszustand
- ein hohes Maß an Empathie

Eine bewusste und kontinuierliche innere Entwicklung ist die Voraussetzung des integralen Bewusstseins. Habecker: „Es ist eine (gute) Sache, während eines Kommunikationsseminars innerhalb weniger Tage ein neues und besseres Kommunikationsverhalten zu trainieren, es ist jedoch eine ganz andere Sache, bleibende strukturelle Veränderungen vorzunehmen (Ebenen- und Linienentwicklung, Perspektiverweiterung, Schattenintegration), die sich dann auch dauerhaft in einer besseren Kommunikation zeigen. Unterbleibt diese kontinuierliche Arbeit, besteht die Gefahr, dass (an)trainierte oder angelesene Verhaltensänderungen lediglich zu vorübergehenden Änderungen führen, die den Praxistest im Alltag nicht bestehen.“

## Integrale Unternehmenskommunikation
Für die integrale Unternehmenskommunikation gelten dieselben Aspekte und Prinzipien wie für die persönliche Kommunikation. Das heißt, auch sie berücksichtigt alle Elemente des AQAL-Modells.
Im Fokus der integralen Unternehmenskommunikation stehen jedoch (zunächst) die beiden unteren, kollektiven Quadranten. Um Zielgruppen zu selektieren und ihr Denken und Handeln zu beschreiben, wird dabei vorwiegend das von Don Edward Beck und Christopher C. Cowan entwickelte Werte-Modell Spiral Dynamics eingesetzt. Je mehr es jedoch gelingt, von der unpersönlichen Massenkommunikation in den persönlichen Dialog zu kommen, desto stärker kommen auch die beiden oberen, individuellen Quadranten zum Tragen.
Letztlich kann integrale Kommunikation in allen Bereichen der Unternehmenskommunikation zum Einsatz kommen – von der Akquise über den Erstkontakt bis zum Konfliktmanagement. Eine Gefahr besteht jedoch dann, wenn eine integral informierte Kommunikation in Unternehmen als bloße (Manipulations-)Technik eingesetzt wird. Ralf Rossnagel nennt hier das Beispiel Greenwashing, was bedeutet, dass ein Unternehmen versucht, durch Marketing- und PR-Aktivitäten ein „grünes Image“ zu erlangen, ohne allerdings entsprechende Maßnahmen im Rahmen der Wertschöpfung zu implementieren.

### Fred Kofman
Eine Verbindung von integralen Ansätzen und der Gewaltfreien Kommunikation legte Fred Kofman in Meta-Management: Der neue Weg zu einer effektiven Führung vor. Er folgt in Marshall Rosenberg im Ansatz der gewaltfreien Kommunikation, berücksichtigt allerdings auch die Bewusstseinsebenen. Sein Ansatz ist also durchaus integral inspiriert.